# Qala (ort i Azerbajdzjan)
Qala (ryska: Кала) är en ort i Azerbajdzjan.   Den ligger i distriktet Baku, i den östra delen av landet, 24 km öster om huvudstaden Baku. Qala ligger 7 meter över havet och antalet invånare är 2 709.
Terrängen runt Qala är platt. Runt Qala är det tätbefolkat, med 982 invånare per kvadratkilometer.. Närmaste större samhälle är Qaraçuxur, 17,2 km väster om Qala. 
Omgivningarna runt Qala är i huvudsak ett öppet busklandskap.